# Cornelis Biemond

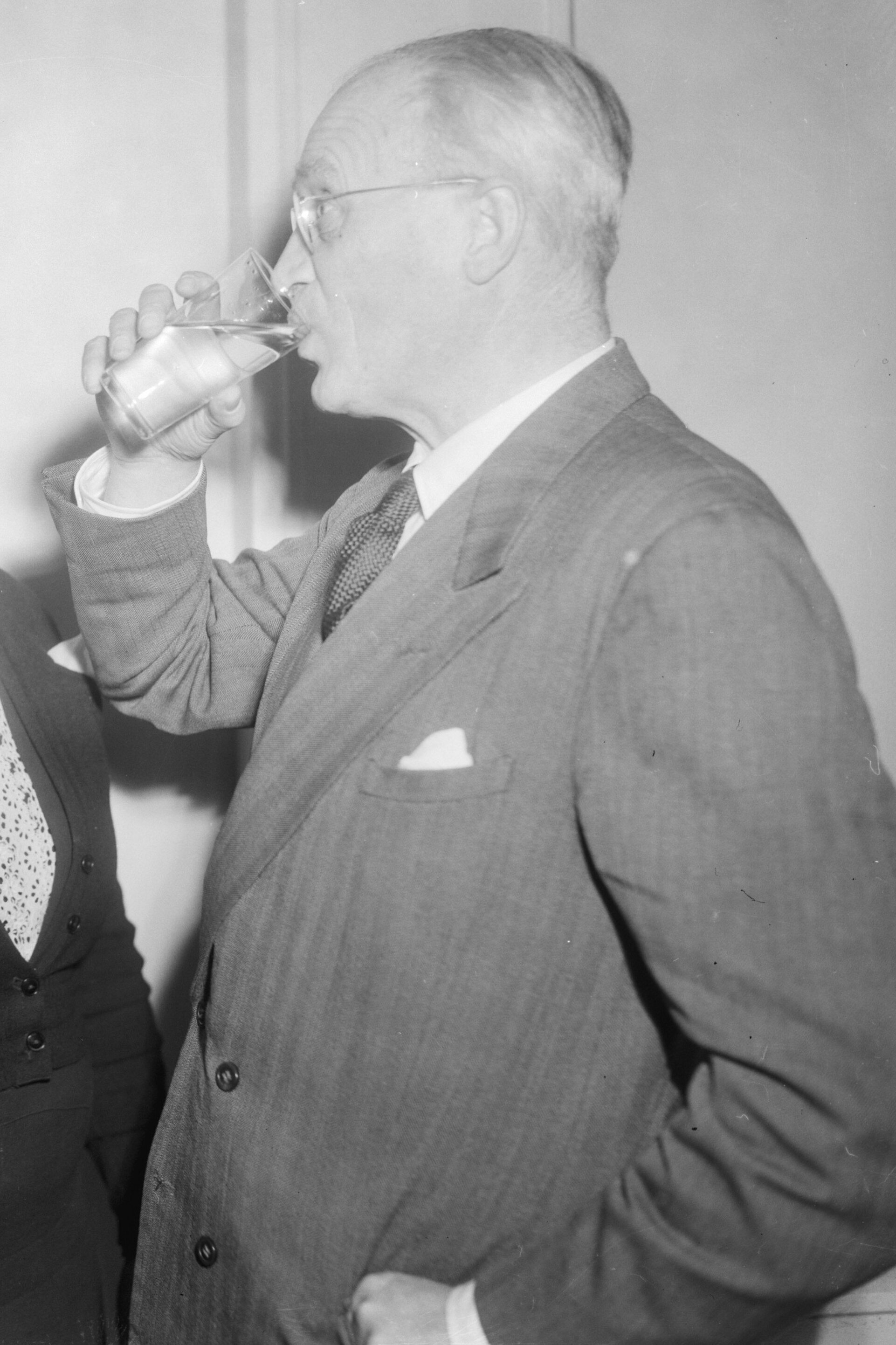
Cornelis Biemond met glas water in 1953

Cornelis Biemond (Amsterdam, 16 april 1899 – Leiden, 28 augustus 1980) was een Nederlands ingenieur.
Hij was zoon van Dieuwertje Zijp en koopman Arie Biemond. Broer Arie Biemond was (zenuw)arts verbonden aan het Wilhelmina Gasthuis en kreeg op het terrein daarvan een straat naar zich vernoemd. Hijzelf trouwde in mei 1924 met de Helmondse Maria Johanna Kam. Hij werd vanuit Leiden (Plantijnstraat) gecremeerd op Westerveld. Zoon Cees Biemond was eveneens civiel ingenieur.
De naam Biemond klonk ook al in zijn werkzame periode niet erg bekend. Hij zag zichzelf voornamelijk als oplosser van problemen. Hij studeerde na de lagere school en vijfjarige Hogere Burgerschool (beide in Amsterdam) vanaf 1916 voor civiel ingenieur aan de Technische Hogeschool Delft. Hij rondde die studie in 1923 af.  Hij had ook een diploma bouwkundig opzichter en bouwkundig tekenaar BNA op zak.
Hij trad op 1 juli 1923 in dienst bij de Gemeente Amsterdam. Hij volgde in 1926 Wichert Arend de Graaf op als leidinggevende over de afdeling bruggen van Dienst er Publieke Werken. In 1937 vertrok hij er weer en werd opgevolgd door Allard Remco Hulshoff. Biemond kreeg in die periode te maken met grote werken binnen de infrastructuur van voornamelijk Amsterdam-Oost. Zo was hij betrokken bij de Spoorwegwerken Oost waarbij het op maaiveldniveau aangelegd spoor naar een dijklichaam werd getild. Voor de weggebruiker was hij ook van belang. Biemond verzorgde de technische gedeelten van de Barbiersbrug en Zeilbrug (eerste versie) van Piet Kramer en  van de Berlagebrug, daar waar Hendrik Petrus Berlage het uiterlijk ontwierp.

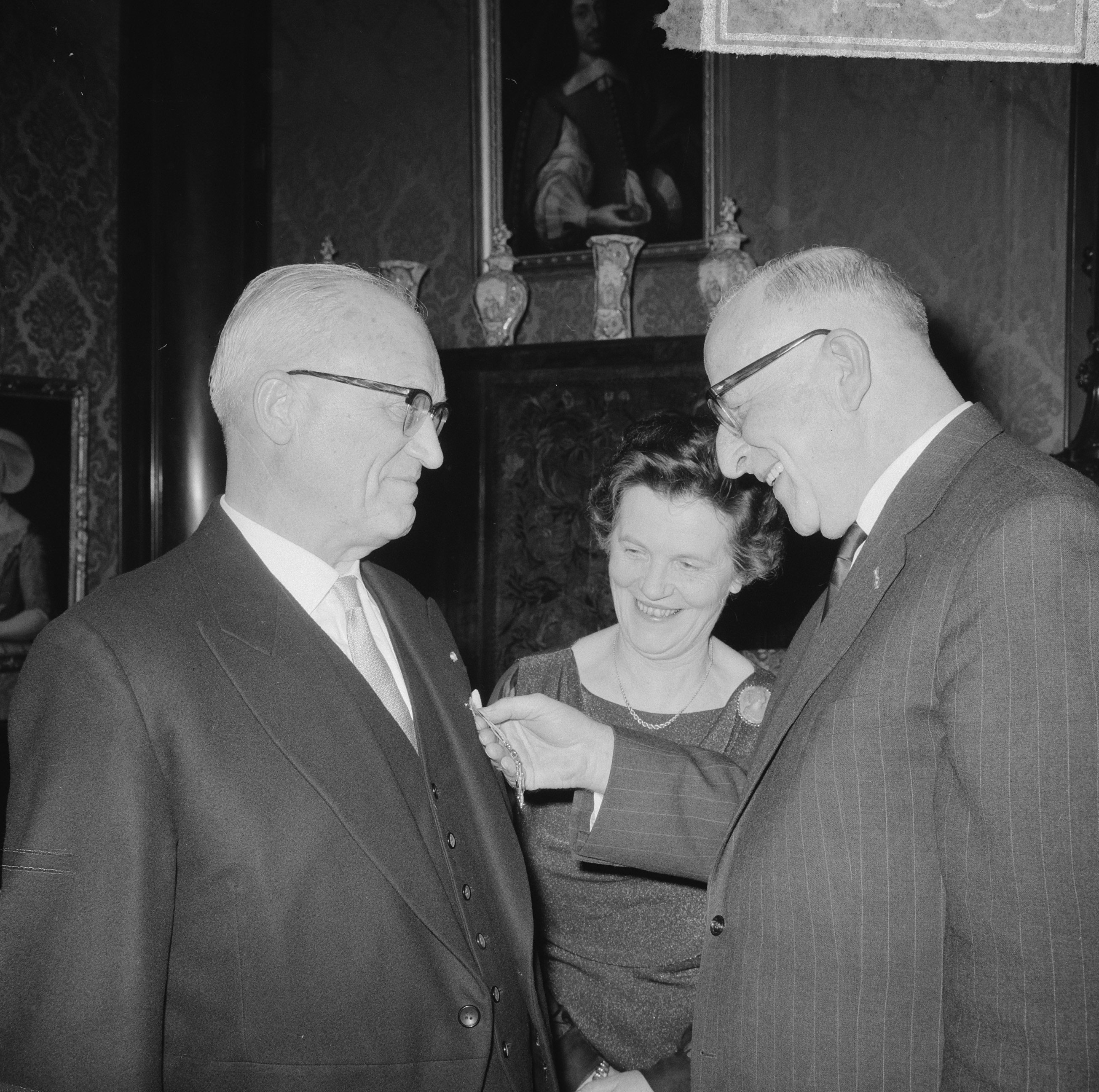
Benoeming tot ridder in de Orde van de Nederlandse Leeuw tijdens afscheid als directeur op 30 december 1964, opgespeld door wethouder J. Tabak in het Rijksmuseum

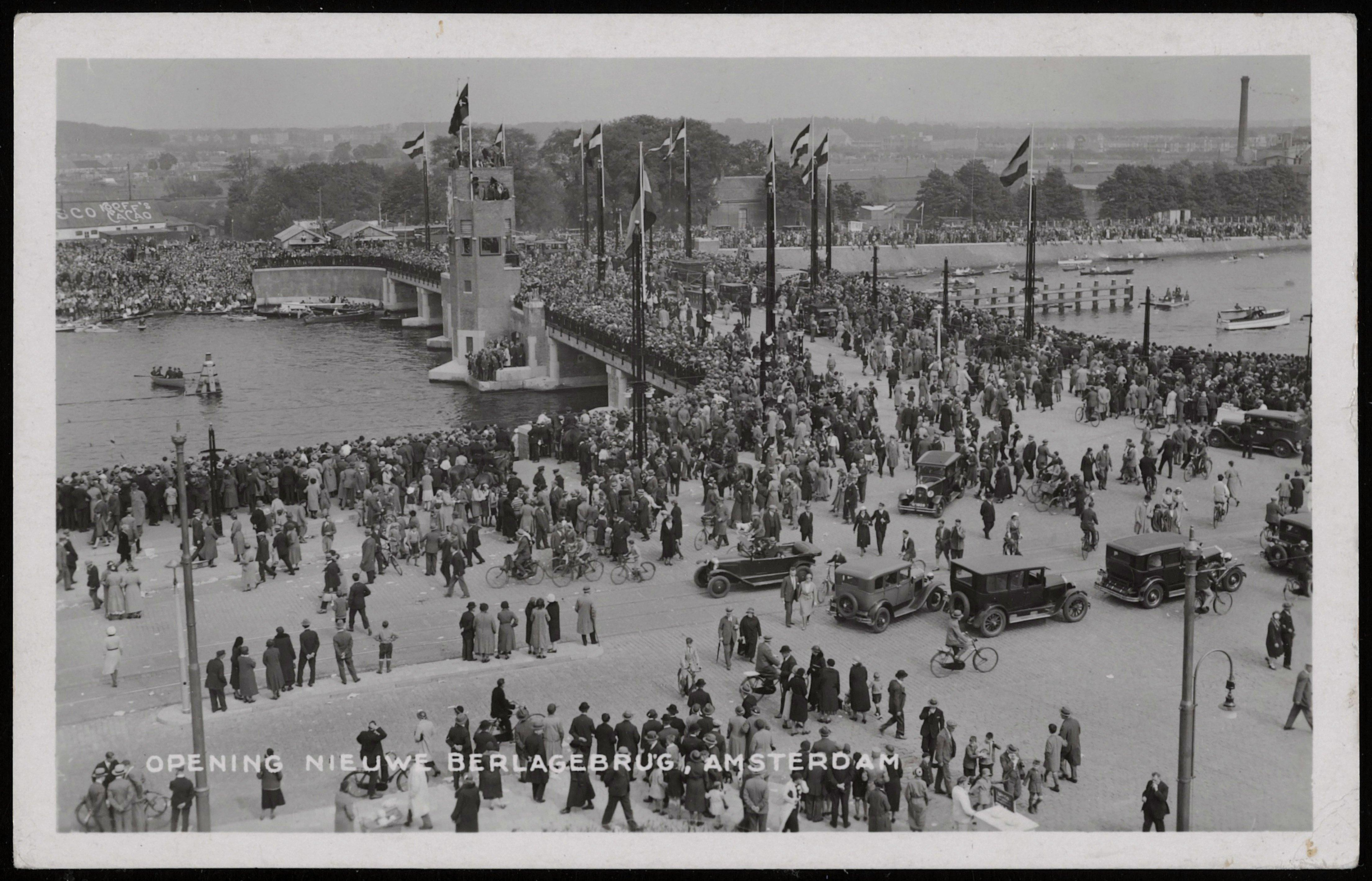
Opening Berlagebrug in 1932

Hij werd na zijn PW-periode door burgemeester Willem de Vlugt en wethouder Jacobus Rustige benoemd tot directeur van de Gemeentewaterleidingen Amsterdam, in 2006 opgegaan  Waternet. Hij zou er meer dan 25 jaar werken; hij vertrok op 31 december 1964 op het moment dat hij al enkele maanden met pensioen had kunnen gaan. Tijdens zijn periode groeide het watergebruik van 38 tot 73 miljoen m³. Hij werd opgevolgd door Rotterdammer Cornelis van der Veen, ook Delft-alumnus. 
Minder bekend is dat hij in de jaren vijftig in Californië betrokken was bij waterbouwkundige werkzaamheden aan de Sacramento en San Joaquin.
Voor zijn werkzaamheden werd hij in 1953 benoemd tot officier in de Orde van Oranje-Nassau en in 1964 tot ridder in de Orde van de Nederlandse Leeuw.
- Biografisch Portaal: 44844828
- International Standard Name Identifier: 0000 0003 9420 089X
- Nederlandse Thesaurus van Auteursnamen: 071801243
- Virtual International Authority File: 288687711
- WorldCat: E39PCjFdcHFFxCxfBWTJqT7Vfq